# Molenbeek (Lottum)
De Molenbeek (ook: Molenbeek van Lottum) is een beek die stroomt bij het Limburgse plaatsje Lottum.
De Molenbeek ontstaat uit de samenvloeiing van de Gekkengraaf en de Broekloop, ten noorden van de plaats Grubbenvorst. De beek stroomt door de bossen (bovenloop) en landbouwgebied en mondt (na te zijn samengevloeid met de Siebersbeek) ten zuiden van Lottum in de Maas uit.